# Hüttenschule
Eine Hüttenschule ist eine Schule oder Hochschule, an der die Techniken der Verhüttung von Erzen und angrenzender Technologien aus Hüttenwesen, Metallurgie und Montanwesen gelehrt werden.

## Beispiele
- Maschinenbau- und Hüttenschule Gleiwitz
- Rheinisch-Westfälische Hüttenschule in Bochum
- Maschinenbau- und Hüttenschule Duisburg
- Berg- und Hüttenschule Clausthal
- Montanuniversität Leoben
- Bergakademie Freiberg